# Vogelspinachtigen
De vogelspinachtigen of rechtkakigen (Mygalomorphae, vroeger: Orthognata) zijn een onderorde van spinnen. Tot de vogelspinachtigen behoren onder andere de valdeurspinnen, de mijnspinnen en de vogelspinnen, deze laatste groep wordt om verwarring te voorkomen wel met echte vogelspinnen aangeduid. Vogelspinachtigen zijn een kleine groep van spinnen, naast de enige andere onderorde tangkakigen (Araneomorphae), waartoe alle andere echte spinnen behoren.
Rechtkakigen en tangkakigen worden onderscheiden aan de bouw van hun monddelen of cheliceren. Deze bestaan uit een onbeweeglijke basis en een beweeglijk 'klauwtje'. De klauwtjes zijn de naaldachtige uiteinden waarmee een beet kan worden gegeven. Rechtkakigen hebben parallelle, naar voren staande en naast elkaar gelegen cheliceren die onafhankelijk van elkaar kunnen worden bewogen. Tangkakigen hebben een omlaag gerichte basis en de klauwtjes kunnen niet onafhankelijk worden bewogen. Onder andere de goliathvogelspin (Theraposa blondi) behoort tot de rechtkakigen.